# Distribuidora Internacional de Alimentación
Distribuidora Internacional de Alimentación, S.A. (DIA) er en spansk multinational discountsupermarkedskæde, der blev etableret i 1979. DIA benytter sig ofte af franchise. DIA-mærket benyttes i Spanien, Argentina og Brasilien mens Minipreço-mærket benyttes i Portugal. De har også 1.051 Clarel beautybutikker i Spanien.
I 2021 havde de 5.937 butikker, heraf 2.738 i Spanien, 499 i Portugal, 912 i Argentina og 737 i Brasilien, 46 distributionvarehuse og ca. 38.573 ansatte. Den samlede omsætning var på 6,6 mia. euro.